# ハピ☆デラ
「ハピ☆デラ」は、韓国出身の双子姉妹ユニット、レッド・ペッパー・ガールズのミニ・アルバムである。規格品番はLRPG-0001。

## 収録曲
全作曲/編曲：acchi
1. ハピ☆デラ
作詞：レッド・ペッパー・ガールズ
2. Destiny
作詞：Rina Moon
3. Wonderful World
作詞：Rina Moon
4. ハピ☆デラ(KOREAN Ver.)
作詞：レッド・ペッパー・ガールズ
5. ハピ☆デラ(LIVE Ver.)Bonus Track
29th JULY 2010 LIVE@TAKADANOBABA CLUB PHASE